# Seznam libanonskih politikov
Seznam libanonskih politikov.

## A
Auguste Adib Pacha - Mustafa Adib - Khayreddin al-Ahdab - Joseph Aoun - Michel Aoun - Nazim Akkari - Abdullah Aref Yafi - Pierre Georges Arlabosse

## B
Abdullah Bayhum - Nabih Berri - Abdala Buhabib

## C
Dany Chamoun - Dory Chamoun - Camille Nimer Chamoun - Tracy Chamoun - Fouad Abdallah Chehab - Khaled Chehab - 

## D
Ahmed Daouk - Charles Debbas (Dabbas) - Hassan Diab - Jasin Džaber - Sami Džemajel - Kamal Džumblat - Valid Džumblat - 

## E
Émile Eddé - Raymond Edde - Béchara Khalil El-Khoury - Habib Pacha Es-Saad

## F
Issam Fares - Bassel Fleihan - Suleiman Kabalan Franjieh - Tony Frangieh - 

## G
Samir Geagea - Sitrida Geagea - Amine Pierre Gemayel - Bachir Gemayel - Pierre Gemayel - Solange Gemayel -

## H
Amin Hafez - Mahmoud Hammoud - Boutros Harb - Ragheb Harb - Bahia Hariri - Rafik Hariri - Saad Hariri - George Hawi - Charles Alexandre Hélou - Khalil al-Hibri - Elie Hobeika - Selim al-Hoss - Elias Hrawi - Hussein Husseini -

## J
Kamal Jumblatt (Džumblat) -

## K
Abdul Hamid Karami - Faisal Karami - Omar Karami - Rashid Karami - 

## L
Emile Lahoud - 

## M
Nasri Maalouf - Charles Malik - Nadžib Mikati - Nayla Moawad - René Anis Moawad - Mohammad Hussein Fadlallah - Saadi al-Munla - Elias Murr - Abbas al-Musawi

## N
Alfred Georges Naccache - Hassan Nasrallah

## O
Abdel Karim Obeid - Hussein al-Oweini

## P
Karim Pakradouni - Henri Philippe Pharaoun -  Antoine Privat-Aubouard

## Q
Assem Qanso - Naim Qassem - Hussein al-Oweini

## R
Mohamed Raad - Nureddin Rifai - Ashraf Rifi -

## S
Navaf Salam - Saeb Salam - Tammam Salam - Édouard Saouma - Etienne Saqr - Hashim Safi Al Din - Élias Sarkis - Fouad Siniora - Rashid al-Solh - Sami bey al-Solh - Michel Suleiman

## T
Ayoub Tabet - Petro Iskandar Trad - Subhi al-Tufayli

## W
Shafiq Wazzan